# دمیترو پاشیتسکی
دمیترو پاشیتسکی (انگلیسی: Dmytro Pashytskyy؛ زادهٔ ۲۹ نوامبر ۱۹۸۷) بازیکن والیبال اهل اوکراین است.
از باشگاه‌هایی که در آن بازی کرده‌است می‌توان به باشگاه والیبال آسیکو رسوویا ژشوف اشاره کرد.